# Thomas Gachignard
Thomas Gachignard, né le 17 août 2000 à Niort, est un coureur cycliste français.

## Carrière
Lors de la saison 2022, il se distingue sur des courses par étapes renommées, la Boucle de l'Artois, manche de Coupe de France N1, 14e du classement général, sur le Tour de Bretagne, 8e du général puis sur le Tour de la Mirabelle, 7e du général. Ces performances lui permettent d'obtenir une place de stagiaire au sein de l'équipe cycliste Saint Michel-Auber 93. Sous les couleurs de l'équipe continentale, il participe à deux courses par étapes, le Tour de l'Ain et le Tour du Limousin, et à deux courses d'un jour, Paris-Chauny, où son coéquipier Jason Tesson monte sur la troisième marche du podium, et Paris-Bourges. 

### Saint Michel-Mavic-Auber 93
Convaincant lors de son stage, l'équipe francilienne lui propose un contrat professionnel. Il ne tarde pas à décrocher ses premiers résultats. Dès février, il se classe 20e du classement général du Tour des Alpes-Maritimes et du Var. En mars, il prend la 12e place du GP de Lillers-Souvenir Bruno Comini puis la 9e du GP de Denain. En avril, il se classe 18e du général du Région Pays de la Loire Tour avec une 8e place sur la troisième étape. En mai, en Bretagne, il réalise deux tops 15, 9e du Tro Bro Leon puis 13e du Tour du Finistère. En juin, il passe proche de la victoire sur la Ronde de l'Oise, deux fois deuxième et troisième de la dernière étape, se classant 4e du général mais remportant le classement par points. Sa forme se poursuit sur la Route de l'Occitanie où il se classe 6e de la dernière étape et 19e du général. En août, il décroche une nouvelle place d'honneur sur un classement général, 11e du Tour du Limousin. 

### TotalEnergies

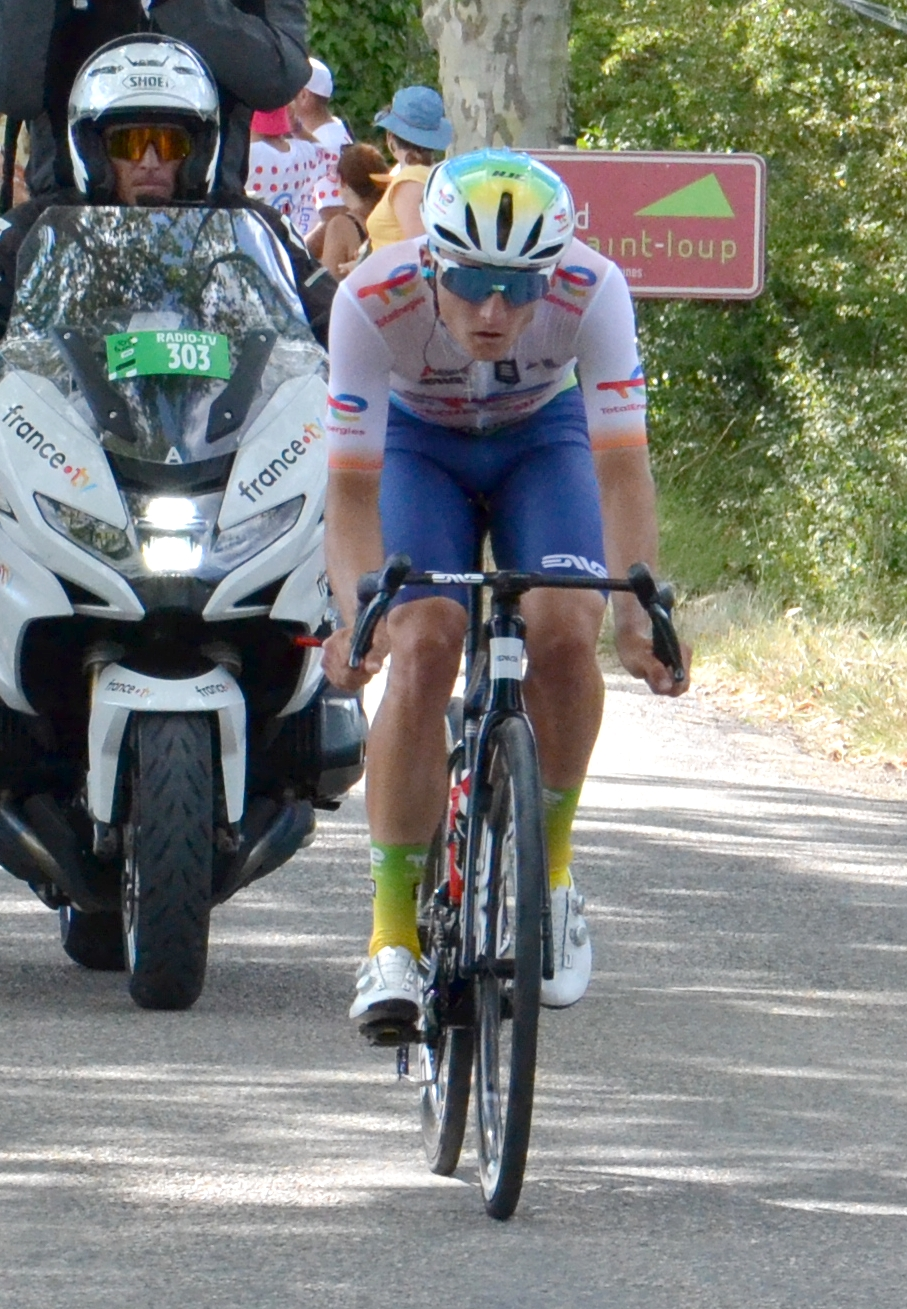
Thomas Gachignard échappé lors de la 16e étape du Tour de France 2024.

Le 19 septembre 2023, l'équipe ProTeam française TotalEnergies, dirigée par Jean-René Bernaudeau, annonce son arrivée pour les saisons 2024 et 2025. Le calendrier de la structure vendéenne lui permet de découvrir les classiques belges. Il décroche son premier résultat notable sur la Bredene Koksijde Classic (16e) avant de participer à sa première épreuve World Tour, la Classic Bruges-La Panne où il compose l'échappée animant la journée en compagnie de Luca De Meester et Victor Vercouillie. Il enchaîne par Gand-Wevelgem et À travers les Flandres. Sur cette dernière, membre de l'échappée matinale, il parvient à accrocher un groupe de favoris revenus de l'arrière. S'il finit par se faire décrocher, il résiste et termine 10e, signant un résultat de prestige. Il conclut son premier Paris-Roubaix à la 30e place.
En mai, il améliore sa performance sur le Tro Bro Leon, 8e, gagnant une place par rapport à l'édition précédente. Sur les Quatre Jours de Dunkerque, il prend la 9e position du classement général. Il remporte, en juin, la médaille de bronze au championnat de France sur route derrière Paul Lapeira et Julien Bernard. En juillet, il est retenu par son équipe pour prendre part à son premier Tour de France où il s’illustre par son tempérament offensif.
En 2025, il réalise ses premiers résultats sur le Tour d'Andalousie. Bien placé tout au long de la semaine, il intègre une échappée lors de la cinquième et dernière étape qu'il termine à la 5e place. Au classement général, il se classe 11e. Il se montre offensif en mars sur Paris-Nice où il prend part à plusieurs échappées et remporte le classement du meilleur grimpeur. En juillet, il prend le départ de son deuxième Tour de France. Il y vit la pire journée de sa vie sur un vélo lors de la 16e étape. Victime d'une intoxication alimentaire, il est lâché à plus de 100 kilomètres de l'arrivée et effectue le reste de l'étape seul devant la voiture-balai. Dernier à plus de 30 minutes du vainqueur du jour, Valentin Paret-Peintre, il parvient tout de même à rentrer dans les délais. Il termine ce Tour de France à la 60e place au classement général. En août, il épingle un dossard sur la Polynormande (39e) avant de remporter son premier succès chez les professionnels à La Courtine, sur la première étape du Tour du Limousin.

## Palmarès

### Palmarès par année
- 2021
  - 1re et 2e (contre-la-montre) étapes du Tour de la Manche
- 2022
  - 2e du Circuit des Deux Provinces
  - 3e du Grand Prix de Neufchâtel-en-Saosnois
- 2024
  - 3e du championnat de France sur route
  - 10e d'À travers les Flandres
- 2025
  - 1re étape du Tour du Limousin-Périgord-Nouvelle-Aquitaine

### Résultat sur les grands tours

#### Tour de France
2 participations
- 2024 : 92e
- 2025 : 60e

## Classements mondiaux
| Année                                 | 2021  | 2022  | 2023 | 2024 |
| ------------------------------------- | ----- | ----- | ---- | ---- |
| Classement mondial                    | 2123e | 2141e | 531e | 265e |
| UCI Europe Tour                       | 1441e | 1346e | nc   | nc   |
|                                       |       |       |      |      |
| Légende : nc = non classéSource : UCI |       |       |      |      |